# 君を守って 君を愛して
「君を守って 君を愛して」（きみをまもって きみをあいして）は、サンボマスターが2009年6月10日にリリースした12枚目のシングル。

## 概要
前作「光のロック」から1年半ぶりの新曲。前作に続きアニメ「BLEACH」の主題歌。初回プレス盤は「BLEACH」ワイドキャップ・ステッカーと、トレーディング・カードを封入。MVに、はんにゃの金田哲・川島章良が出演。金田は彼氏役、川島は数秒のみ出演。

## 収録曲
全作詞作曲：山口隆
1. 君を守って 君を愛して
テレビ東京系アニメ「BLEACH」エンディングテーマ（2009年4月14日 - 7月21日放送分）
2. あかし
3. 僕は自由
4. 君を守って 君を愛して（BLEACHヴァージョン）